# ジャパンダートクラシック
ジャパンダートクラシックは、特別区競馬組合が大井競馬場ダート2000mで施行する地方競馬の重賞競走（ダートグレード競走、JpnI）である。農林水産大臣が賞を提供しており、正式名称は2024年より「農林水産大臣賞典 ジャパンダートクラシック」。
副賞は、 農林水産大臣賞、特別区競馬組合管理者賞、日本中央競馬会理事長賞、日本馬主協会連合会長奨励賞、日本地方競馬馬主振興協会会長賞、地方競馬全国協会理事長賞、東京都馬主会理事長賞、（一社）JBC協会賞（2024年）。
2023年まではジャパンダートダービーとして施行されていた。2024年にジャパンダートクラシックと改称されたが、回次含めて歴史としては引き続きで使用されている。

## 概要
1996年に創設された4歳ダート三冠（ユニコーンステークス・ダービーグランプリ・スーパーダートダービー）の3競走はいずれも秋に開催される競走だったため、「春にも4歳（現3歳）のダートチャンピオン決定戦を」という意見があった。また特別区競馬組合が主催するダート4歳ダート三冠競走最終戦のスーパーダートダービーを統一GIIから統一GIに昇格を目指していた思惑とも合致しスーパーダートダービーをスーパーチャンピオンシップと改名のうえ、4歳ダート三冠から撤退および南関東交流競走に降格させ本競走を統一グレード競走のスーパーダートダービーの後身競走として春季に新設した。春の3歳ダートチャンピオン決定戦の位置付けで、統一JpnIとして開催されている。なお、2006年までは南関東G1が併記されていた。
また新設年よりユニコーンステークス・ダービーグランプリと共に3歳ダート三冠を形成。さらに2002年より羽田盃・東京ダービーと共に南関東3歳三冠を形成した（1996年から2001年までは東京王冠賞が南関東三冠の二戦目として行われており、あわせて四冠であった）。
なお、2007年までは1着入賞した地方所属馬に限りダービーグランプリの優先出走権が与えられた。
ジャパンダートダービーの名称で行われた2023年（第24回）まで牝馬・せん馬（去勢された馬）の優勝はなかった。
なお、2024年（第26回）から羽田盃・東京ダービーがJRA及び地方他地区所属馬に開放、JpnIに格付けされることになって3歳ダート三冠が確立されるのに伴い、当競走は10月に繰り下げられるとともにレース名称も「ジャパンダートクラシック」に変更されるとともに、優勝馬にはJBCクラシックの優先出走権を付与される。また、せん馬の出走ができなくなる。なお2024年においては、フルゲート16頭に対してJRA7頭、地方9頭の割り当てとして施行された。

### 条件・賞金等（2024年）
出走資格
サラブレッド系3歳牡馬・牝馬（騸馬不可）、地方競馬選定馬及びJRA選定馬。
フルゲートは16頭で、2024年度は中央所属馬7頭、地方所属馬9頭の割当てとなっている。
負担重量
定量で牡馬57kg、牝馬55kg、南半球産馬2kg減。
賞金等
賞金額は1着7,000万円、2着2,450万円、3着1,400万円、4着700万円、5着350万円、着外手当25万円
1着馬の馬主にリオンディーズの交配権が付与される。
優先出走権付与
本競走の1着馬には、JBCクラシックへの優先出走権が付与される。

#### 優先出走権付与競走
2024年は以下の競走で本競走への優先出走権が得られる。
| 競走名             | 格付  | 施行競馬場 | 施行距離    | 優先出走権獲得条件                  |
| ------------------ | ----- | ---------- | ----------- | ----------------------------------- |
| レパードステークス | GIII  | 新潟競馬場 | ダート1800m | 1着馬（中央・地方の所属は問わない） |
| 黒潮盃             | SIII  | 大井競馬場 | ダート1800m | 1・2着馬（地方所属馬に限る）        |
| 不来方賞           | JpnII | 盛岡競馬場 | ダート2000m | 1着馬（中央・地方の所属は問わない） |

報奨金
アメリカ3歳三冠競走又はパートI国のG1競走・UAEダービー・サウジダービーで1着となった馬がジャパンダートクラシックに出走し1着となった馬主に対して、アメリカ3歳三冠競走1着馬に3,000万円、それ以外は2,000万円が支給される。

## 歴史
- 1999年 - 大井競馬場のダート2000mの4歳（現3歳）の定量の統一グレード競走「ジャパンダートダービー」として創設、格付けは統一GI・南関東G1。
- 2001年
  - 馬齢表示の国際基準への変更に伴い、出走条件が「4歳」から「3歳」に変更。
  - 1着賞金が6500万円から6000万円に減額。
- 2005年 - 1着賞金が5000万円に減額。
- 2007年 - 国際セリ名簿基準委員会（ICSC）の勧告に伴う重賞の格付け表記の変更により、統一グレード表記をJpnIに変更。なお、南関東グレード（G1）は併記しないことになった。
- 2008年 - 売得金額が11億2690万700円を記録し、同競走の1レース売上レコードを更新。当日の入場者数も30994人を記録。
- 2009年 - 中央競馬所属馬の出走枠が5頭から6頭に、南関東所属馬の出走枠が6頭から5頭にそれぞれ変更。
- 2011年
  - 1着賞金が4500万円に減額。
  - 南関東二冠牝馬のクラーベセクレタが3位入線したが、後日、禁止薬物のカフェインが検出されたことから失格となる[10]。
- 2016年
  - 中央競馬所属馬の出走枠が1頭増えて7頭となる[11]。
  - 売得金額が11億4478万3100円を記録し、同競走の1レース売上レコードを更新。
- 2017年 - 売得金額が12億6912万3400円を記録し、同競走の1レース売上レコードを更新。当日の入場者数も15336人を記録。
- 2018年 - 売得金額が16億2406万1300円を記録し、同競走の1レース売上レコードを更新。当日の入場者数も15756人を記録。
- 2019年 - 売得金額が17億487万6600円を記録し、同競走の1レース売上レコードを更新。当日の入場者数も17372人を記録。
- 2020年
  - 当年のみ「JAPAN ROAD TO THE KENTUCKY DERBY」の対象競走に指定（ケンタッキーダービーが新型コロナウイルス感染拡大の影響で9月に延期されたことに伴う措置）。
  - 新型コロナウイルスの流行により「無観客競馬」として開催（2021年も同様）。
  - 売得金額が23億3033万900円を記録し、同競走の1レース売上レコードを更新。
- 2021年
  - 1着賞金が6000万円に増額。
  - 売得金額が23億5798万900円を記録し、同競走の1レース売上レコードを更新。
- 2022年 - 売得金額が26億4915万5700円を記録し、同競走の1レース売上レコードを更新。

- 2023年

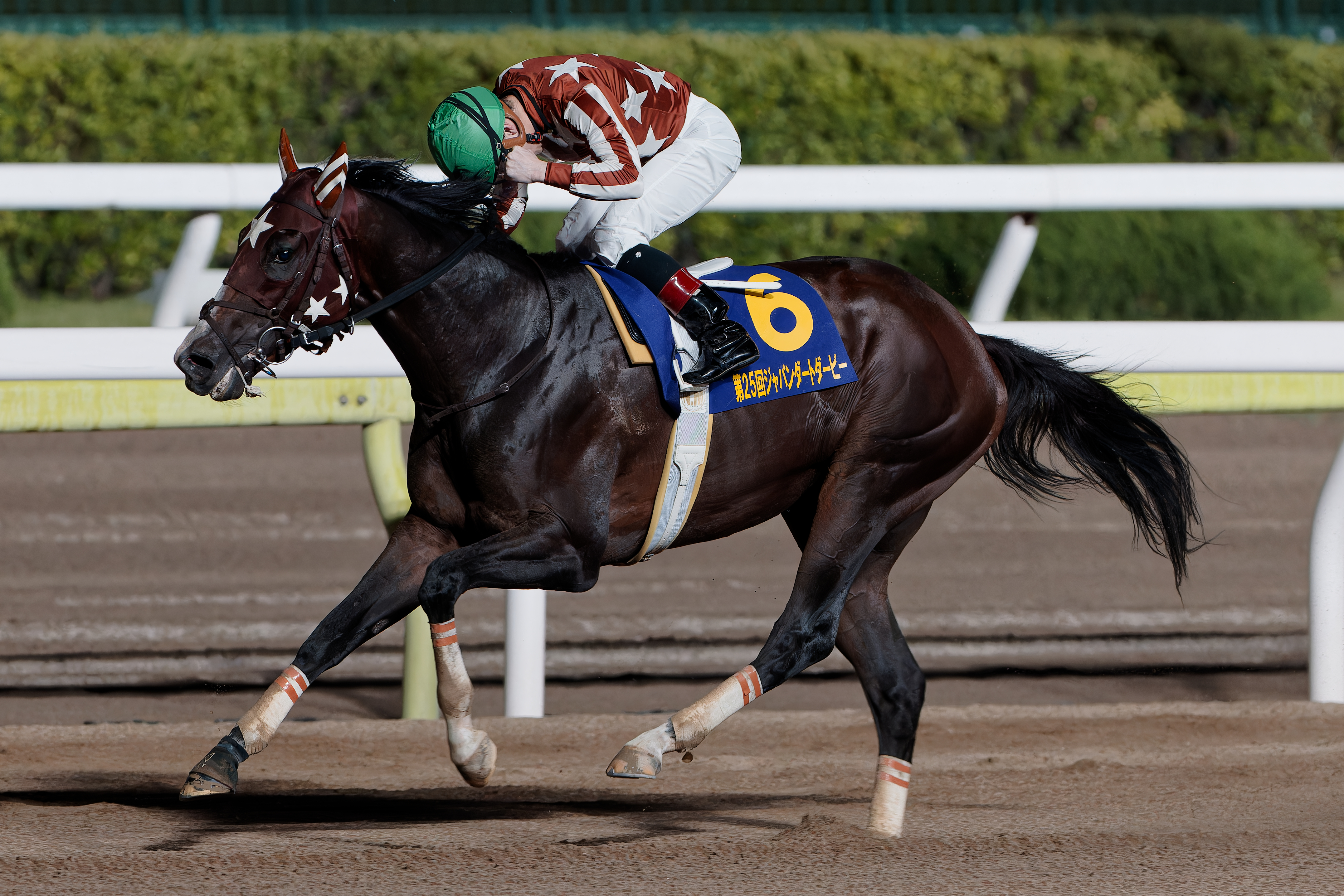
ジャパンダートダービーとして最後の勝ち馬となったミックファイア
（鞍上：御神本訓史）

  - 負担重量が1kg増え、57kg（牝馬55kg）となる。
  - ミックファイアがトーシンブリザード以来となる無敗の南関東三冠達成。大井所属馬の勝利は第1回のオリオンザサンクス以来24年ぶり2頭目。
  - 売得金額が30億2669万8400円を記録し、同競走の1レース売上レコードを更新。当日の入場者数も14909人を記録。
- 2024年
  - 3歳ダートグレード競走の再整備により開催時期を10月に移動するとともに競走名も「ジャパンダートクラシック」に変更[12]。
  - 出走条件が3歳牡馬・牝馬に変更（せん馬が出走不可）となる。
  - 1着賞金が7000万円に増額。
  - 売得金額が30億3756万1600円となり、ジャパンダートダービー時代の前年の記録を更新。入場人員も1万6792人で前年比112・6％となった[13]。

### 歴代優勝馬
馬齢は2000年以前についても現表記を用いる。全て大井競馬場ダート2000m（外回り）で施行。
※第25回まではジャパンダートダービー、第26回以降はジャパンダートクラシックの優勝馬となる。
| 回数   | 施行日        | 優勝馬             | 所属 | タイム | 優勝騎手   | 管理調教師 | 馬主                                 |
| ------ | ------------- | ------------------ | ---- | ------ | ---------- | ---------- | ------------------------------------ |
| 第1回  | 1999年7月8日  | オリオンザサンクス | 大井 | 2:06.9 | 早田秀治   | 赤間清松   | 日浦桂子                             |
| 第2回  | 2000年7月12日 | マイネルコンバット | JRA  | 2:06.4 | 大西直宏   | 稲葉隆一   | （株）サラブレッドクラブ・ラフィアン |
| 第3回  | 2001年7月12日 | トーシンブリザード | 船橋 | 2:05.8 | 石崎隆之   | 佐藤賢二   | 稲垣博信                             |
| 第4回  | 2002年7月4日  | ゴールドアリュール | JRA  | 2:04.1 | 武豊       | 池江泰郎   | （有）社台レースホース               |
| 第5回  | 2003年7月8日  | ビッグウルフ       | JRA  | 2:04.9 | 武豊       | 中尾正     | （有）ビッグ                         |
| 第6回  | 2004年7月8日  | カフェオリンポス   | JRA  | 2:04.5 | 柴田善臣   | 松山康久   | 西川清                               |
| 第7回  | 2005年7月13日 | カネヒキリ         | JRA  | 2:04.9 | 武豊       | 角居勝彦   | 金子真人ホールディングス（株）       |
| 第8回  | 2006年7月12日 | フレンドシップ     | JRA  | 2:06.1 | 内田博幸   | 角居勝彦   | 吉田照哉                             |
| 第9回  | 2007年7月11日 | フリオーソ         | 船橋 | 2:02.9 | 今野忠成   | 川島正行   | ダーレー・ジャパン・レーシング（有） |
| 第10回 | 2008年7月9日  | サクセスブロッケン | JRA  | 2:04.5 | 横山典弘   | 藤原英昭   | 高嶋哲                               |
| 第11回 | 2009年7月8日  | テスタマッタ       | JRA  | 2:04.5 | 岩田康誠   | 村山明     | 吉田和美                             |
| 第12回 | 2010年7月14日 | マグニフィカ       | 船橋 | 2:05.2 | 戸崎圭太   | 川島正行   | 吉田照哉                             |
| 第13回 | 2011年7月13日 | グレープブランデー | JRA  | 2:04.9 | 横山典弘   | 安田隆行   | （有）社台レースホース               |
| 第14回 | 2012年7月11日 | ハタノヴァンクール | JRA  | 2:05.3 | 四位洋文   | 昆貢       | （有）グッドラック・ファーム         |
| 第15回 | 2013年7月10日 | クリソライト       | JRA  | 2:04.8 | 内田博幸   | 音無秀孝   | （有）キャロットファーム             |
| 第16回 | 2014年7月9日  | カゼノコ           | JRA  | 2:03.9 | 秋山真一郎 | 野中賢二   | 橳嶋孝司                             |
| 第17回 | 2015年7月8日  | ノンコノユメ       | JRA  | 2:05.6 | C.ルメール | 加藤征弘   | 山田和正                             |
| 第18回 | 2016年7月13日 | キョウエイギア     | JRA  | 2:05.7 | 戸崎圭太   | 矢作芳人   | 田中晴夫                             |
| 第19回 | 2017年7月12日 | ヒガシウィルウィン | 船橋 | 2:05.8 | 本田正重   | 佐藤賢二   | （株）MMC                            |
| 第20回 | 2018年7月11日 | ルヴァンスレーヴ   | JRA  | 2:05.8 | M.デムーロ | 萩原清     | （株）G1レーシング                   |
| 第21回 | 2019年7月10日 | クリソベリル       | JRA  | 2:06.1 | 川田将雅   | 音無秀孝   | （有）キャロットファーム             |
| 第22回 | 2020年7月8日  | ダノンファラオ     | JRA  | 2:05.9 | 坂井瑠星   | 矢作芳人   | （株）ダノックス                     |
| 第23回 | 2021年7月14日 | キャッスルトップ   | 船橋 | 2:05.9 | 仲野光馬   | 渋谷信博   | 城市公                               |
| 第24回 | 2022年7月13日 | ノットゥルノ       | JRA  | 2:04.6 | 武豊       | 音無秀孝   | 金子真人ホールディングス（株）       |
| 第25回 | 2023年7月12日 | ミックファイア     | 大井 | 2:04.6 | 御神本訓史 | 渡邉和雄   | 星加浩一                             |
| 第26回 | 2024年10月2日 | フォーエバーヤング | JRA  | 2:04.1 | 坂井瑠星   | 矢作芳人   | 藤田晋                               |

#### 記録
- 最多勝騎手：武豊（4勝）
- 最多勝調教師：音無秀孝・矢作芳人（3勝）
- 無敗での優勝馬は3頭（トーシンブリザード、クリソベリル、ミックファイア）

※第26回終了時

### レーティング
| 年度 | レースレート | 優勝馬のレート | 出典 |
| ---- | ------------ | -------------- | ---- |
| 2001 | 104.00       | 108            |      |
| 2002 | 107.00       | 115            |      |
| 2003 | 108.75       | 113            |      |
| 2004 | 103.50       | 108            |      |
| 2005 | 106.50       | 112            |      |
| 2006 | 104.50       | 108            |      |
| 2007 | 104.00       | 111            |      |
| 2008 | 101.25       | 112            |      |
| 2009 | 104.25       | 110            |      |
| 2010 | 107.00       | 109            |      |
| 2011 | 107.25       | 110            |      |
| 2012 | 107.25       | 111            |      |
| 2013 | 102.50       | 112            |      |
| 2014 | 108.75       | 110            |      |
| 2015 | 104.25       | 113            |      |
| 2016 | 105.75       | 112            |      |
| 2017 | 108.25       | 110            |      |
| 2018 | 112.50       | 112            |      |
| 2019 | 110.25       | 113            |      |
| 2020 | 105.00       | 111            |      |
| 2021 | 108.25       | 109            |      |
| 2022 | 111.25       | 111            |      |
| 2023 | 109.50       | 114            |      |
| 2024 | 116.25       | 119            |      |

#### 各回競走結果の出典
- ジャパンダートクラシック 歴代優勝馬 - 地方競馬全国協会
- ジャパンダートクラシック競走優勝馬 - 南関東4競馬公式サイト